# تشارلز دينيسون سويت
تشارلز دينيسون سويت هو سياسي أمريكي، ولد في 16 يوليو 1858، وتوفي في 9 سبتمبر 1900. نشط حزبياً في الحزب الديمقراطي. وقد انتخب Mayor of Orlando, Florida ‏ (1881 – 1882).